# Arne Riis
Arne Gurstad Riis, född 21 juni 1923, död 29 april 2009 i Oslo, var en norsk skådespelare.
Riis var mellan 1949 och 1957 engagerad vid Det Nye Teater. Därutöver gjorde han elva film- och TV-roller. Han debuterade 1951 i Edith Carlmars Skadeskutt. På 1960-talet verkade han vid TV-teatern. Han gjorde sin sista TV-roll 1982 som norsk man i TV-serien Polisen som vägrade svara.

## Filmografi
- 1951 – Skadeskutt
- 1952 – Det kunne vært deg
- 1958 – Människor på flykt
- 1958 – Ut av mørket
- 1961 – Frisøndag
- 1961 – Den anstendige skjøgen
- 1962 – Hånden på hjertet
- 1963 – Særlingen
- 1965 – Frydenberg
- 1965 – Raude roser åt meg (TV-serie)
- 1965 – Smeltedigelen
- 1982 – Polisen som vägrade svara (TV-serie)